# منتزعة الكبريت الباردة
منتزعة الكبريت الباردة (الاسم العلمي: Desulfovibrio frigidus) هي نوع من البكتيريا، سلبية الغرام، تتبع جنس منتزعة الكبريت.